# Vanhoeffenellinae
Vanhoeffenellinae es una subfamilia de foraminíferos bentónicos de la Familia Vanhoeffenellidae, de la Superfamilia Astrorhizoidea, del Suborden Astrorhizina y del Orden Astrorhizida. Su rango cronoestratigráfico abarca desde el Devónico medio hasta la Actualidad.

## Discusión
Clasificaciones previas incluían Vanhoeffenellinae en la Familia Astrorhizidae del Orden Textulariida.

## Clasificación
Vanhoeffenellinae incluye a los siguientes géneros:
- Amphifenestrella
- Inauris †
- Vanhoeffenella

Otros géneros inicialmente asignados a Vanhoffenellinae y actualmente clasificados en otras familias son:
- Causia, ahora en la Familia Saccamminidae